# أليكس كوزنتسوف
أليكس كوزنتسوف (بالإنجليزية: Alex Kuznetsov) (ولد في 5 فبراير 1987، في تامبا, فلوريدا, الولايات المتحدة). هو لاعب كرة مضرب محترف ومشهور.